# Balón de Oro 2000

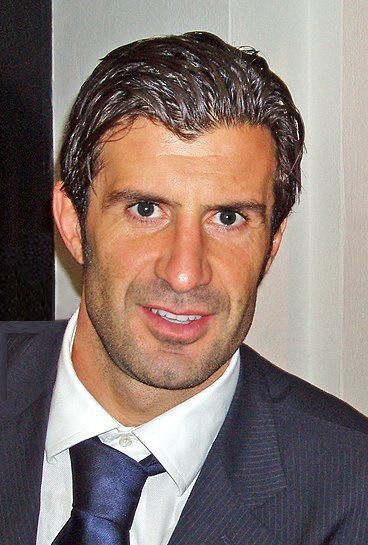
Luís Figo, ganador del Balón de Oro en el año 2000.

La edición de 2000 del Balón de Oro, 45 ª edición del premio de fútbol creado por la revista francesa France Football, fue ganada por el portugués Luís Figo (FC Barcelona / Real Madrid).
Los miembros del jurado que votaron fueron 51, de Albania, Andorra, Alemania, Armenia, Austria, Azerbaiyán, Bélgica, Bielorrusia, Bosnia-Herzegovina, Bulgaria, Chipre, Croacia, Dinamarca, Escocia, Eslovaquia, Eslovenia, España, Estonia, Finlandia, Francia, Gales, Georgia, Grecia, Hungría, Inglaterra, Irlanda, Irlanda del Norte, Islandia, Islas Feroe, Israel, Italia, Letonia, Liechtenstein, Lituania, Luxemburgo, Macedonia, Malta, Moldavia, Noruega, Países Bajos, Polonia, Portugal, República Checa, Rumania, Rusia, San Marino, Suecia, Suiza, Turquía, Ucrania y Yugoslavia.

## Ranking
| Pos. | Nac.                                             | Jugador              | Puntos | Equipo                                   |
| ---- | ------------------------------------------------ | -------------------- | ------ | ---------------------------------------- |
| 1    | Bandera de Portugal                              | Luís Figo            | 197    | Real Madrid                              |
| 2    | Bandera de Francia                               | Zinedine Zidane      | 181    | Juventus F. C.                           |
| 3    | Bandera de Ucrania                               | Andriy Shevchenko    | 85     | A. C. Milan                              |
| 4    | Bandera de Francia                               | Thierry Henry        | 57     | Arsenal F. C.                            |
| 5    | Bandera de Italia                                | Alessandro Nesta     | 38     | S. S. Lazio                              |
|      | Bandera de Brasil                                | Rivaldo              | 38     | F. C. Barcelona                          |
| 7    | Bandera de Argentina                             | Gabriel Batistuta    | 26     | A. C. F. Fiorentina / A. S. Roma         |
| 8    | Bandera de España                                | Gaizka Mendieta      | 22     | Valencia C. F.                           |
| 9    | Bandera de España                                | Raúl González        | 18     | Real Madrid C. F.                        |
| 10   | Bandera de Inglaterra                            | David Beckham        | 10     | Manchester United F. C.                  |
|      | Bandera de Italia                                | Paolo Maldini        | 10     | A. C. Milan                              |
| 12   | Bandera de Francia                               | Fabien Barthez       | 8      | A. S. Mónaco / Manchester United F. C.   |
|      | Bandera de Eslovenia                             | Zlatko Zahovič       | 8      | Olympiacos F. C. / Valencia C. F.        |
| 14   | Bandera de Brasil                                | Roberto Carlos       | 7      | Real Madrid C. F.                        |
|      | Bandera de Italia                                | Francesco Toldo      | 7      | A. C. F. Fiorentina                      |
|      | Bandera de Italia                                | Francesco Totti      | 7      | A. S. Roma                               |
| 17   | Bandera de los Países Bajos · Bandera de Surinam | Patrick Kluivert     | 6      | F. C. Barcelona                          |
| 18   | Bandera de los Países Bajos · Bandera de Surinam | Edgar Davids         | 5      | Juventus F. C.                           |
|      | Bandera de Turquía                               | Hakan Şükür          | 5      | Galatasaray S. K. / F. C. Internazionale |
|      | Bandera de Brasil                                | Mário Jardel         | 5      | F. C. Porto / Galatasaray S. K.          |
|      | Bandera de Argentina                             | Fernando Redondo     | 5      | Real Madrid C. F. / A. C. Milan          |
| 22   | Bandera de República Checa                       | Pavel Nedvěd         | 4      | S. S. Lazio                              |
|      | Bandera de Francia · Bandera de Argentina        | David Trezeguet      | 4      | A. S. Mónaco F. C. / Juventus F. C.      |
| 24   | Bandera de Francia · Bandera de Ghana            | Marcel Desailly      | 2      | Chelsea F. C.                            |
|      | Bandera de Alemania                              | Oliver Kahn          | 2      | F. C. Bayern Múnich                      |
|      | Bandera de Portugal                              | Manuel Rui Costa     | 2      | A. C. F. Fiorentina                      |
| 27   | Bandera de Francia                               | Laurent Blanc        | 1      | F. C. Internazionale                     |
|      | Bandera de Argentina                             | Claudio López        | 1      | Valencia C. F. / S. S. Lazio             |
|      | Bandera de Irlanda                               | Roy Keane            | 1      | Manchester United F. C.                  |
|      | Bandera de Argentina                             | Juan Sebastián Verón | 1      | S. S. Lazio                              |